# Europees kampioenschap handbal mannen 2004
Het 6de Europees kampioenschap handbal mannen vond plaats van 22 januari tot 1 februari 2004 in Slovenië. Zestien landenteams namen deel aan de strijd om de Europese titel. Titelverdediger Zweden kwam niet verder dan de zevende plaats.

## Gekwalificeerde teams
| Slovenië             |                      | Gastland             |
| Zweden               | 1e EK 2002           |                      |
| Duitsland            | 2e EK 2002           |                      |
| Denemarken           | 3e EK 2002           |                      |
| IJsland              | 4e EK 2002           |                      |
| Rusland              | 5e EK 2002           |                      |
| Tsjechië             | EK-kwalificatie 2004 | EK-kwalificatie 2004 |
| Oekraïne             | EK-kwalificatie 2004 | EK-kwalificatie 2004 |
| Kroatië              | EK-kwalificatie 2004 | EK-kwalificatie 2004 |
| Polen                | EK-kwalificatie 2004 | EK-kwalificatie 2004 |
| Servië en Montenegro | EK-kwalificatie 2004 | EK-kwalificatie 2004 |
| Spanje               | EK-kwalificatie 2004 | EK-kwalificatie 2004 |
| Hongarije            | EK-kwalificatie 2004 | EK-kwalificatie 2004 |
| Frankrijk            | EK-kwalificatie 2004 | EK-kwalificatie 2004 |
| Zwitserland          | EK-kwalificatie 2004 | EK-kwalificatie 2004 |
| Portugal             | EK-kwalificatie 2004 | EK-kwalificatie 2004 |

## Eerste Groepsfase

### Groep A
De wedstrijden in deze groep vonden plaats in Velenje.
| Land        | Wed | W | G | V | DV | DT | DS  | Ptn |
| ----------- | --- | - | - | - | -- | -- | --- | --- |
| Rusland     | 3   | 3 | 0 | 0 | 87 | 74 | +13 | 6   |
| Zweden      | 3   | 2 | 0 | 1 | 93 | 79 | +14 | 4   |
| Zwitserland | 3   | 1 | 0 | 2 | 69 | 85 | –16 | 2   |
| Oekraïne    | 3   | 0 | 0 | 3 | 74 | 85 | –11 | 0   |

| 22 januari | Rusland     | 28 – 20 | Zwitserland |
| 22 januari | Zweden      | 31 – 25 | Oekraïne    |
| 24 januari | Zwitserland | 24 – 35 | Zweden      |
| 24 januari | Oekraïne    | 27 – 29 | Rusland     |
| 25 januari | Oekraïne    | 22 – 25 | Zwitserland |
| 25 januari | Zweden      | 27 – 30 | Rusland     |

### Groep B
De wedstrijden in deze groep vonden plaats in Ljubljana.
| Land       | Wed | W | G | V | DV | DT  | DS  | Ptn |
| ---------- | --- | - | - | - | -- | --- | --- | --- |
| Kroatië    | 3   | 2 | 1 | 0 | 88 | 86  | +2  | 5   |
| Denemarken | 3   | 2 | 0 | 1 | 85 | 78  | +7  | 4   |
| Spanje     | 3   | 1 | 0 | 2 | 82 | 81  | +1  | 2   |
| Portugal   | 3   | 0 | 1 | 2 | 91 | 101 | –10 | 1   |

| 22 januari | Spanje     | 29 – 30 | Kroatië    |
| 22 januari | Denemarken | 36 – 32 | Portugal   |
| 24 januari | Portugal   | 27 – 33 | Spanje     |
| 24 januari | Kroatië    | 26 – 25 | Denemarken |
| 25 januari | Portugal   | 32 – 32 | Kroatië    |
| 25 januari | Denemarken | 24 – 20 | Spanje     |

### Groep C
De wedstrijden in deze groep vonden plaats in Celje.
| Land      | Wed | W | G | V | DV  | DT | DS  | Ptn |
| --------- | --- | - | - | - | --- | -- | --- | --- |
| Slovenië  | 3   | 2 | 1 | 0 | 100 | 90 | +10 | 5   |
| Hongarije | 3   | 2 | 1 | 0 | 91  | 83 | +8  | 5   |
| Tsjechië  | 3   | 0 | 1 | 2 | 88  | 97 | –9  | 1   |
| IJsland   | 3   | 0 | 1 | 2 | 87  | 96 | –9  | 1   |

| 22 januari | Tsjechië  | 25 – 30 | Hongarije |
| 22 januari | IJsland   | 28 – 34 | Slovenië  |
| 24 januari | Hongarije | 32 – 29 | IJsland   |
| 24 januari | Slovenië  | 37 – 33 | Tsjechië  |
| 25 januari | IJsland   | 30 – 30 | Tsjechië  |
| 25 januari | Slovenië  | 29 – 29 | Hongarije |

### Groep D
De wedstrijden in deze groep vonden plaats in Koper.
| Land                 | Wed | W | G | V | DV | DT  | DS  | Ptn |
| -------------------- | --- | - | - | - | -- | --- | --- | --- |
| Frankrijk            | 3   | 2 | 1 | 0 | 81 | 74  | +7  | 5   |
| Servië en Montenegro | 3   | 2 | 0 | 1 | 86 | 78  | +8  | 4   |
| Duitsland            | 3   | 1 | 1 | 1 | 96 | 89  | +7  | 3   |
| Polen                | 3   | 0 | 0 | 3 | 86 | 108 | –22 | 0   |

| 22 januari | Frankrijk            | 29 – 25 | Polen                |
| 22 januari | Duitsland            | 26 – 28 | Servië en Montenegro |
| 24 januari | Servië en Montenegro | 20 – 23 | Frankrijk            |
| 24 januari | Polen                | 32 – 41 | Duitsland            |
| 25 januari | Duitsland            | 29 – 29 | Frankrijk            |
| 25 januari | Servië en Montenegro | 38 – 29 | Polen                |

## Tweede Groepsfase
De onderlinge resultaten uit de eerste groepsfase telden mee in de tweede groepsfase.

### Groep I
De wedstrijden in deze groep vonden plaats in Celje.
| Land        | Wed | W | G | V | DV  | DT  | DS  | Ptn |
| ----------- | --- | - | - | - | --- | --- | --- | --- |
| Kroatië     | 5   | 4 | 1 | 0 | 138 | 131 | +7  | 9   |
| Denemarken  | 5   | 4 | 0 | 1 | 153 | 125 | +28 | 8   |
| Rusland     | 5   | 3 | 1 | 1 | 149 | 137 | +12 | 7   |
| Zweden      | 5   | 2 | 0 | 3 | 145 | 144 | +1  | 4   |
| Spanje      | 5   | 1 | 0 | 4 | 133 | 143 | –10 | 2   |
| Zwitserland | 5   | 0 | 0 | 5 | 115 | 153 | –38 | 0   |

| 27 januari | Zwitserland | 24 – 26 | Spanje     |
| 27 januari | Zweden      | 26 – 28 | Kroatië    |
| 27 januari | Rusland     | 31 – 36 | Denemarken |
| 28 januari | Rusland     | 36 – 30 | Spanje     |
| 28 januari | Zwitserland | 27 – 30 | Kroatië    |
| 28 januari | Zweden      | 28 – 34 | Denemarken |
| 29 januari | Zwitserland | 20 – 34 | Denemarken |
| 29 januari | Zweden      | 29 – 28 | Spanje     |
| 29 januari | Rusland     | 24 – 24 | Kroatië    |

### Groep II
De wedstrijden in deze groep vonden plaats in Ljubljana.
| Land                 | Wed | W | G | V | DV  | DT  | DS  | Ptn |
| -------------------- | --- | - | - | - | --- | --- | --- | --- |
| Duitsland            | 5   | 3 | 1 | 1 | 151 | 131 | +20 | 7   |
| Slovenië             | 5   | 3 | 1 | 1 | 144 | 135 | +9  | 7   |
| Frankrijk            | 5   | 2 | 1 | 2 | 134 | 129 | +5  | 5   |
| Servië en Montenegro | 5   | 2 | 1 | 2 | 134 | 135 | –1  | 5   |
| Hongarije            | 5   | 1 | 2 | 2 | 132 | 140 | –8  | 4   |
| Tsjechië             | 5   | 1 | 0 | 4 | 147 | 172 | –25 | 2   |

| 27 januari | Hongarije | 21 – 29 | Frankrijk            |
| 27 januari | Tsjechië  | 27 – 37 | Duitsland            |
| 27 januari | Slovenië  | 27 – 20 | Servië en Montenegro |
| 28 januari | Tsjechië  | 32 – 31 | Frankrijk            |
| 28 januari | Hongarije | 29 – 29 | Servië en Montenegro |
| 28 januari | Slovenië  | 24 – 31 | Duitsland            |
| 29 januari | Tsjechië  | 30 – 37 | Servië en Montenegro |
| 29 januari | Hongarije | 23 – 28 | Duitsland            |
| 29 januari | Slovenië  | 27 – 22 | Frankrijk            |

## Finale ronde
De wedstrijden van de finale ronden vonden plaats in Ljubljana.

### Halve finales
| 31 januari | Kroatië    | 25 – 27 | Slovenië  |
| 31 januari | Denemarken | 20 – 22 | Duitsland |

### 7de/8ste plaats
| 31 januari | Zweden | 35 – 34 | Servië en Montenegro |

### 5de/6de plaats
| 1 februari | Rusland | 28 – 26 | Frankrijk |

### Troostfinale
| 1 februari | Kroatië | 27 – 31 | Denemarken |

### Finale
| 1 februari | Slovenië | 25 – 30 | Duitsland |

## Eindrangschikking
| Goud   | Duitsland            |
| Zilver | Slovenië             |
| Brons  | Denemarken           |
| 4      | Kroatië              |
| 5      | Rusland              |
| 6      | Frankrijk            |
| 7      | Zweden               |
| 8      | Servië en Montenegro |
| 9      | Hongarije            |
| 10     | Spanje               |
| 11     | Tsjechië             |
| 12     | Zwitserland          |
| 13     | IJsland              |
| 14     | Portugal             |
| 15     | Oekraïne             |
| 16     | Polen                |

| 2004 Europees kampioen mannen · Duitsland · 1e titel Selectie: Henning Fritz, Christian Ramota, Heiko Grimm, Torsten Jansen, Jan-Olaf Immel, Pascal Hens, Daniel Stephan, Markus Baur, Steffen Weber, Volker Zerbe, Christian Zeitz, Florian Kehrmann, Christian Schöne, Mark Dragunski, Christian Schwarzer en Klaus-Dieter Petersen. · Bondscoach: Heiner Brand. |